# Жарти Сатира
«Жарти Сатира»  — збірка оповідань Спиридона Черкасенка видана в 1913 році.

## Про збірку
У 1913 році в серії «Ілюстрована бібліотека для дітей» видавництво «Волосожар» видало збірку оповідань Спиридона Черкасенка «Жарти Сатира».
Універсалізм Спиридона Черкасенка підтвердила збірка «Жарти Сатира» (1913). Сатирично-бурлескна книга дошкульних оповідок торкалася різних сфер того часу. Автор дотепно змалював фантазії-прагнення колишньої інтелігенції та відусобленість її від сучасників, а найбільше перепало чиновництву, казнокрадам та багачам.

## Оповідання в збірці
До збірки ввійшли такі оповідання:
- «Полтавські просвітителі»
- «Упирі»
- «Хапен зі гевезен»
- «Малороси танцюють»
- «Пригода з паном Довгоконем»